# Lista wulkanów w Meksyku

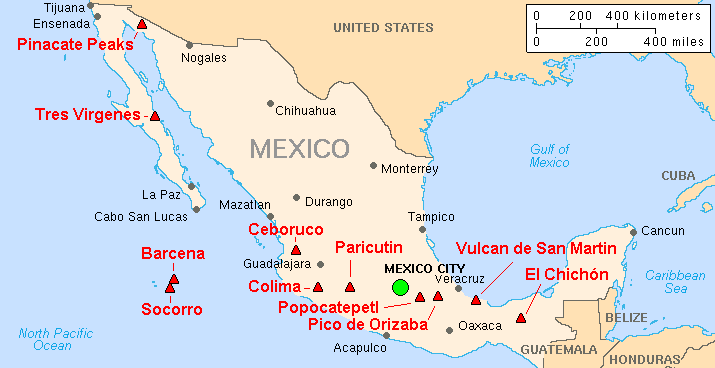
Główne wulkany Meksyku

Poniższa lista zawiera aktywne, drzemiące oraz wygasłe wulkany w Meksyku.

## Wulkany
| Nazwa                      | Wysokość (m n.p.m.) | Współrzędne geograficzne                     | Ostatnia erupcja (rok/okres) |
| -------------------------- | ------------------- | -------------------------------------------- | ---------------------------- |
| Ajusco                     | 3930                | 19°12′31″N 99°15′29″W/19,208611 -99,258056   | pliocen                      |
| Atlixcos                   | 800                 | 19°48′32″N 96°31′34″W/19,809000 -96,526000   | –                            |
| Bárcena                    | 332                 | 19°18,0′N 110°49,2′W/19,300000 -110,820000   | 1953                         |
| Ceboruco                   | 2280                | 21°07′30″N 104°30′29″W/21,125000 -104,508000 | 1875                         |
| Cerro Prieto               | 223                 | 32°25′05″N 115°18′18″W/32,418000 -115,305000 | holocen                      |
| Chichinautzin              | 3930                | 19°04,8′N 99°07,8′W/19,080000 -99,130000     | –                            |
| El Chichón                 | 1060                | 17°19,8′N 93°12,0′W/17,330000 -93,200000     | 1982                         |
| Cofre de Perote            | 4282                | 19°29′31″N 97°09′00″W/19,492000 -97,150000   | –                            |
| Colima                     | 4330                | 19°30,6′N 103°37,2′W/19,510000 -103,620000   | 2017                         |
| Comondú-La Purísima        | 780                 | 26°00,0′N 111°55,2′W/26,000000 -111,920000   | –                            |
| Coronado                   | 440                 | 29°04′48″N 113°30′47″W/29,080000 -113,513000 | –                            |
| Cuexcomate                 | 13                  | 19°04,2′N 98°14,4′W/19,070000 -98,240000     | –                            |
| Las Cumbres                | 3940                | 19°09,0′N 97°16,2′W/19,150000 -97,270000     | ok. 3940 p.n.e.              |
| Las Derrumbadas            | ~1500               | 19°12,0′N 97°18,0′W/19,200000 -97,300000     | –                            |
| Durango Volcanic Field     | 2075                | 24°09,0′N 104°25,8′W/24,150000 -104,430000   | –                            |
| La Gloria Volcanic Field   | 3600                | 19°19,8′N 97°15,0′W/19,330000 -97,250000     | –                            |
| Guadalupe                  | 1100                | 29°04,2′N 118°16,8′W/29,070000 -118,280000   | –                            |
| Los Humeros                | 3150                | 19°40,8′N 97°27,0′W/19,680000 -97,450000     | holocen                      |
| Iztaccíhuatl               | 5286                | 19°12′N 98°36′W/19,200000 -98,600000         | –                            |
| Jaraguay Volcanic Field    | 960                 | 29°19,8′N 114°30,0′W/29,330000 -114,500000   | holocen                      |
| Jocotitlan                 | 3900                | 19°43′26″N 99°45′25″W/19,724000 -99,757000   | 1270 ± 75 lat                |
| El Jorullo                 | 3170                | 19°28,8′N 102°15,0′W/19,480000 -102,250000   | 1774                         |
| La Malinche                | 4461                | 19°13,8′N 98°01,8′W/19,230000 -98,030000     | –                            |
| Mascota Volcanic Field     | 2540                | 20°37,2′N 104°49,8′W/20,620000 -104,830000   | holocen                      |
| Michoacan-Guanajuato       | 3860                | 19°28,8′N 102°15,0′W/19,480000 -102,250000   | 1952                         |
| Naolinco Volcanic Field    | 2000                | 19°40,2′N 96°45,0′W/19,670000 -96,750000     | holocen                      |
| Nevado de Toluca           | 4690                | 19°06′29″N 99°45′29″W/19,108000 -99,758000   | 1350 p.n.e.                  |
| Papayo                     | 3600                | 19°18′29″N 98°42′00″W/19,308000 -98,700000   | holocen                      |
| Paricutín                  | 2800                | 19°30′N 102°12′W/19,500000 -102,200000       | 1952                         |
| Pico de Orizaba            | 5700                | 19°01′01″N 97°16′12″W/19,017000 -97,270000   | 1687                         |
| Pinacate Peaks             | 1200                | 31°46′19″N 113°29′53″W/31,772000 -113,498000 | –                            |
| Popocatépetl               | 5426                | 19°01′23″N 98°37′19″W/19,023000 -98,622000   | 2020                         |
| La Reforma                 | –                   | –                                            | –                            |
| San Borja Volcanic Field   | 1360                | 28°30,0′N 113°45,0′W/28,500000 -113,750000   | holocen                      |
| Isla San Luis              | 180                 | 29°48′50″N 114°23′02″W/29,814000 -114,384000 | holocen                      |
| San Martin Tuxtla          | 1650                | 18°34′12″N 95°19′12″W/18,570000 -95,320000   | 1796                         |
| San Quintin Volcanic Field | 260                 | 30°28′05″N 115°59′46″W/30,468000 -115,996000 | holocen                      |
| Sanganguey                 | 2353                | 21°27,0′N 104°43,8′W/21,450000 -104,730000   | 1742                         |
| Serdan-Oriental            | 3485                | 19°16,2′N 97°28,2′W/19,270000 -97,470000     | holocen                      |
| Socorro                    | 1050                | 18°46,8′N 110°57,0′W/18,780000 -110,950000   | 1993                         |
| Tacaná                     | 4060                | 15°07,8′N 92°06,6′W/15,130000 -92,110000     | 1986                         |
| Teuhtli                    | 2710                | 19°13′25″N 99°01′47″W/19,223611 -99,029722   | –                            |
| Tilzapotla                 | –                   | –                                            | –                            |
| Isla Tortuga               | 210                 | 27°23′31″N 111°51′29″W/27,392000 -111,858000 | holocen                      |
| Tres Virgenes              | 1940                | 27°25,2′N 112°35,4′W/27,420000 -112,590000   | 1857                         |
| Zitacuaro-Valle de Bravo   | 3500                | 19°24,0′N 100°15,0′W/19,400000 -100,250000   | –                            |